# Смиља Аврамов
Смиља Аврамов (Пакрац, 15. фебруар 1918 — Београд, 2. октобар 2018) била је српски стручњак за међународно право и универзитетски професор. Она је била члан Сената Републике Српске. У јавности је највише позната по објелодањивању и писању о злочинима и геноциду над Србима у двадесетом вијеку.

## Биографија
Рођена је 15. фебруара 1918. године у Пакрацу. Гимназију је завршила на Сушаку (1936). Током Другог свјетског рата, усташе су убиле једанаест чланова њене породице у логору Јасеновац. Правни факултет је завршила у Загребу 1946, а докторат правних наука стекла је на Правном факултету у Београду 1955, на тему "Начело поштовања међународних уговора и могућност њихове ревизије". Радила је у Јавном тужилаштву у Новом Саду и Београду (1946—49), на правном Факултету у Београду изабрана је за асистента 1949, доцента 1956, ванредног професора 1960, редовног професора међународног јавног права 1965. године, а од 1973. је шеф катедре за међународно право и међународне односе. Студирала је и у Бечу и Лондону, и усавршавала се на Харварду и на универзитету Колумбија. Била је дугогодишњи предсједник Свјетског удружења за међународно право. Била је и предсједник Свјетске конфедерације за мир и разоружање са сједиштем у Лондону (ICDP), затим члан Извршног одбора Удружења правника свијета за борбу против нуклеарног наоружања, те члан Одбора за истраживање ратних злочина почињених од стране САД у Вијетнаму. Била је професорка Правног факултета у Београду и члан Сената Републике Српске од 1996. године.
У мају 2011. године Ратко Младић је желео да му Смиља Аврамов буде правни саветник.
Њен 100. рођендан свечано је обележен на Правном факултету Универзитета у Београду 14. фебруара 2018.
Преминула је 2. октобра 2018. године у свом стану у Београду.

## Одликовања
- Одликована је Орденом Светог Саве другог реда.[6][а]
- Одликована је Сретењским орденом првог реда, за нарочите заслуге за Републику Србију и њене грађане у области научне и просвјетне дјелатности.[7][б]

## Дјела
- Међународно јавно право, Београд (1977)
- Геноцид у Југославији 1941-1945
- Геноцид у Југославији од 1941-1945. и 1991. године (два дела), Академија за дипломатију и безбедност (2008)
- Геноцид у Југославији у светлу међународног права, Београд (1992)
- Опус Деи, Нови крсташки поход Ватикана, Ветерник, Нови Сад (2000)
- Постхеројски рат Запада против Југославије, Ветерник-ЛДИЈ (1997)
- Трилатерална комисија: Светска влада или светска тиранија, Ветерник-ЛДИЈ (1998)
- Аврамов, Смиља (2006). „Међународноправни вид косовскометохијске кризе”. Срби на Косову и у Метохији: Зборник радова са научног скупа (PDF). Београд: Српска академија наука и уметности. стр. 13—35. Архивирано из оригинала (PDF) 04. 03. 2016. г. Приступљено 01. 08. 2017.